# Otto Bittelmann
Otto Bittelmann (* 5. August 1911 in Schönholz; † 26. November 2000 in Walsrode) war ein deutscher Landwirt und Politiker (CDU).
Nach dem Abitur absolvierte Bittelmann eine landwirtschaftliche Ausbildung und war anschließend Leiter der landwirtschaftlichen Betriebe der Siedlungsgesellschaft „Deutsche Erde“ in Schwerin. Otto Bittelmann trat zum 1. Mai 1937 der NSDAP bei (Mitgliedsnummer 5.283.821). Von 1940 bis 1945 war er Güterdirektor der Güterdirektion Groß Jentsch in der Nähe von Prag. Nach dem Zweiten Weltkrieg nahm er eine Tätigkeit als selbstständiger Landwirt auf, während der er von 1951 bis 1977 das Gut Bomlitz (Teil der Werksanlagen des Unternehmens Wolff) bewirtschaftete. Daneben war er Mitglied in verschiedenen landwirtschaftlichen Verbänden.
Bittelmann trat 1961 der CDU bei. Er war stellvertretender Vorsitzender des CDU-Kreisverbandes Fallingbostel und Vorsitzender im Agrarausschuss des CDU-Bezirksverbandes Lüneburg. Bittelmann war Ratsmitglied der Gemeinde Bomlitz und Kreistagsmitglied des Kreises Fallingbostel. Dem Deutschen Bundestag gehörte er von 1969 bis 1972 an. Im Parlament vertrat er den Wahlkreis Hoya.
Bittelmann war Präsident der Versuchs- und Lehranstalt für Spiritusfabrikation.